# Carlos Grosjean

Carlos Grosjean (1971)

Carlos Grosjean (* 14. Januar 1929 in Barcelona; † 28. Mai 2004 in Auvernier, Kanton Neuenburg) war ein Schweizer Politiker der Freisinnig-Demokratischen Partei (FDP), der unter anderem drei Mal (1968 bis 1969, 1970 bis 1971, 1974 bis 1975) Präsident des Staatsrates des Kantons Neuenburg war.

## Leben
Carlos Grosjean, Sohn des Handelsvertreters der Uhrenindustrie Louis-Marcel Grosjean und der Übersetzerin Emilia geb. Ladrón y Ordejón, absolvierte nach dem Schulbesuch ein Studium der Rechtswissenschaften an der Universität Neuenburg, welches er 1951 mit einem Lizenziat beendete. Im Anschluss war er von 1955 bis 1965 als Rechtsanwalt in La Chaux-de-Fonds tätig. Er war zudem Reserveoffizier der Schweizer Armee und erhielt zuletzt seine Beförderung zum Major. Zugleich vertrat er zwischen 1960 und 1965 die Freisinnig-Demokratische Partei (FDP) als Mitglied im Gemeindeparlament von La Chaux-de-Fonds. Daraufhin wurde er am 25. April 1965 als Nachfolger seines Parteifreundes Pierre-Auguste Leuba Mitglied des Mitglied des Staatsrates des Kantons Neuenburg, der Regierung dieses Kantons, und war in dieser bis zum 16. Mai 1977 Vorsteher des Polizei- und Baudepartements, woraufhin Parteifreund André Brandt seine Nachfolge antrat. Als Leiter der Polizei- und Baudirektion befasste er sich unter anderem mit der Raumplanungsgesetzgebung (1966), dem Bau von Kläranlagen und des Clusette-Tunnels (1975) sowie mit der definitiven Projektierung der A5 durch Neuenburg. Während seiner Mitgliedschaft im Staatsrat fungierte er drei Mal als Präsident des Staatsrates des Kantons Neuenburg und damit als Vorsteher der Kantonsregierung. Als Nachfolger von Fritz Bourquin wurde er 1968 erstmals Präsident und bekleidete diese Funktion bis 1969, woraufhin Rémy Schläppy ihn ablöste. Als Nachfolger von Rémy Schläppy fungierte er zwischen 1970 und seiner Ablösung durch Jacques Béguin 1971 zum zweiten Mal als Präsident. Zuletzt übernahm er von René Meylan 1974 noch einmal das Amt des Präsidenten des Staatsrates und behielt dieses nunmehr bis 1975, woraufhin abermals Rémy Schläppy seine Nachfolge antrat.
Am 2. Juni 1969 wurde Grosjean als einer der beiden Vertreter des Kantons Neuenburg ausserdem Mitglied des Ständerates, der kleinen Kammer der Schweizer Bundesversammlung, und gehörte dieser bis zum 25. November 1979 an. Während dieser Zeit fungierte er als Präsident der Militärkommission.
Des Weiteren wurde er 1973 Mitglied des Verwaltungsrates und war daraufhin zwischen 1979 und 1989 Mitglied des Verwaltungsratsausschusses der Schweizerischen Nationalbank. Ferner fungierte er von 1978 bis 1993 als Verwaltungsratspräsident der Schweizerischen Bundesbahnen (SBB), Mitglied des Verwaltungsrats der Schweizerischen Bankgesellschaft (SGB) und der Edelmetallraffinerie Métaux précieux.